# 第12回NHK紅白歌合戦
『第12回NHK紅白歌合戦』（だいじゅうにかいエヌエイチケイこうはくうたがっせん）は、1961年（昭和36年）12月31日に東京宝塚劇場で行われた、通算12回目のNHK紅白歌合戦。21時から23時40分にNHKで生放送された。

## 出演者

### 司会者
- 紅組司会：中村メイコ - 女優
- 白組司会：高橋圭三 - フリーアナウンサー
- 総合司会：穂坂俊明 - NHKアナウンサー

メイコは3年連続の司会だが、「子供が3歳となるのでそろそろ御節料理など日本の正月の風習を教えてあげたい」との理由により今回が最後という条件で紅組司会を引き受けた。また、高橋は9年連続だが、この年に退職してフリーアナウンサーに転身したが翌1962年3月までNHKと1年間の専属契約（事実上、後の嘱託職員）を締結していたためこの年最後の司会担当。

### 出場歌手
紅組、      白組、      初出場、      返り咲き。
| 曲順 | 組 | 歌手名                   | 回 | 曲目                   |
| ---- | -- | ------------------------ | -- | ---------------------- |
| 1    | 白 | 神戸一郎                 | 4  | 東京ラプソディ         |
| 2    | 紅 | 朝丘雪路                 | 4  | チャチャで飲みましょう |
| 3    | 白 | 藤島桓夫                 | 6  | 波止場気質             |
| 4    | 紅 | 藤本二三代               | 4  | 花のマーブル通り       |
| 5    | 白 | 芦野宏                   | 7  | カナダ旅行             |
| 6    | 紅 | 中原美紗緒               | 6  | ボーイ・ハント         |
| 7    | 白 | 守屋浩                   | 2  | 月のエレジー           |
| 8    | 紅 | 水谷良重                 | 4  | ペピート               |
| 9    | 白 | アイ・ジョージ           | 2  | 硝子のジョニー         |
| 10   | 紅 | 雪村いづみ               | 5  | マック・ザ・ナイフ     |
| 11   | 白 | 村田英雄                 | 初 | 王将                   |
| 12   | 紅 | 松山恵子                 | 5  | 恋の三度笠             |
| 13   | 白 | 林伊佐緒                 | 11 | 恋の幌馬車             |
| 14   | 紅 | 石井好子                 | 4  | 鐘よ鳴れ               |
| 15   | 白 | 平尾昌章                 | 2  | タック・ロック         |
| 16   | 紅 | 西田佐知子               | 初 | コーヒールンバ         |
| 17   | 白 | 和田弘とマヒナ・スターズ | 3  | 惚れたって駄目よ       |
| 18   | 紅 | こまどり姉妹             | 初 | 姉妹酒場               |
| 19   | 白 | 三浦洸一                 | 6  | 恋しても愛さない       |
| 20   | 紅 | 花村菊江                 | 2  | 木曾の花嫁さん         |
| 21   | 白 | 水原弘                   | 3  | 禁じられた恋のボレロ   |
| 22   | 紅 | 松尾和子                 | 2  | 再会                   |
| 23   | 白 | フランク永井             | 5  | 君恋し                 |
| 24   | 紅 | ペギー葉山               | 8  | ブリア                 |
| 25   | 白 | 三橋美智也               | 6  | 石狩川エレジー         |
| 26   | 紅 | 江利チエミ               | 9  | スワニー               |
| 27   | 紅 | 美空ひばり               | 6  | ひばりの渡り鳥だよ     |
| 28   | 白 | 橋幸夫                   | 2  | 南海の美少年           |
| 29   | 紅 | 宮城まり子               | 7  | まり太郎の歌           |
| 30   | 白 | 春日八郎                 | 7  | 長良川旅情             |
| 31   | 紅 | 藤沢嵐子                 | 5  | さらば草原よ           |
| 32   | 白 | 高英男                   | 7  | カミニート             |
| 33   | 紅 | 寿美花代                 | 初 | ジャズ・バンド         |
| 34   | 白 | 森繁久彌                 | 3  | 五つ木の子守唄         |
| 35   | 紅 | 神楽坂浮子               | 2  | 東京の下町娘           |
| 36   | 白 | 井上ひろし               | 初 | 別れの磯千鳥           |
| 37   | 紅 | ザ・ピーナッツ           | 3  | スク・スク             |
| 38   | 白 | ダークダックス           | 4  | 北上夜曲               |
| 39   | 紅 | 淡谷のり子               | 8  | マリア・ラオ           |
| 40   | 白 | 伊藤久男                 | 10 | メコンの船歌           |
| 41   | 紅 | 坂本スミ子               | 初 | アロロコ               |
| 42   | 白 | 坂本九                   | 初 | 上を向いて歩こう       |
| 43   | 紅 | 楠トシエ                 | 5  | 石松金毘羅道中         |
| 44   | 白 | ジェリー藤尾             | 初 | 石松野郎の歌           |
| 45   | 紅 | 森山加代子               | 2  | シンデレラ             |
| 46   | 白 | 佐川ミツオ               | 初 | 背広姿の渡り鳥         |
| 47   | 紅 | 越路吹雪                 | 7  | ラスト・ダンスは私に   |
| 48   | 白 | フランキー堺             | 4  | 金色夜叉               |
| 49   | 紅 | 島倉千代子               | 5  | 襟裳岬                 |
| 50   | 白 | 三波春夫                 | 4  | 文左たから船           |

#### 選考を巡って
- 前回の出場歌手の中より今回不選出となった歌手は以下。
  - 紅組:荒井恵子・有明ユリ・大津美子・織井茂子・小割まさ江・沢たまき・高美アリサ・宝とも子・奈良光枝・松島詩子
  - 白組:青木光一・笈田敏夫・旗照夫・ミッキー・カーチス・三船浩・若原一郎・若山彰

### 審査員
- 長澤泰治 - NHK芸能局長（審査委員長）
- 土門拳 - 写真家
- 高田元三郎 - ジャーナリスト
- 仲代達矢 - 俳優
- 大鵬幸喜 - 大相撲・横綱
- 和田夏十 - 脚本家
- 勅使河原霞 - 華道家
- 村山リウ - 評論家
- 森光子 - 女優
- ほか視聴者代表2名

### 演奏
- 東京放送管弦楽団（指揮:藤山一郎、前田磯）
- NHKオール・スターズ（指揮:奥田宗宏）

### その他ゲスト
- 三木のり平
- 藤村有弘
- 若水ヤエ子
- 武智豊子
- 音羽美子
- 桜京美
- 林家三平
- 渥美清
- 八波むと志
- 伴淳三郎

## 当日のステージ・エピソード
- 7対4で白組の優勝（通算6勝6敗）。
- テレビとラジオで同時中継されたが、現存しているのはラジオ中継の録音のみで、テレビ映像は現存しない。これは放送局用の2インチVTRが当時世に出たばかりで機器・テープ共々非常に高価で大型であり、資料として録画・保存するどころではなかったためである。
- 今回使用したマイクロホンは、司会者用はAIWA VM-17（BTS呼称、RV1-1A)）、歌手用はNHK放送技術研究所と　SONY の共同開発の真空管マイク C-37A（BTS呼称、CU1-2）。